# ダイハツ・アルティス
アルティス（ALTIS）は、トヨタ自動車が製造し、ダイハツ工業が販売していたセダン型乗用車である。

## 概要
ダイハツにおける最上級車種（フラッグシップカー）として、トヨタ・カムリのOEM供給を受け販売された。カムリは世界戦略車として全世界で販売されているのに対し、アルティスは国内専用車である。
ダイハツ史上、普通乗用車（3ナンバー）として発売された車種は、本車の他にラガー（一部グレード）とメビウス（トヨタ・プリウスαのOEM）が存在するのみだった。
4代目からハイブリッド専用車となった。なお、ダイハツでは2006年から2010年まで軽商用車ハイゼットカーゴをベースにした商用ハイブリッドカーを販売していたが、同社における乗用ハイブリッドカーの発売は軽自動車を含めて本車が初となる。

## 初代 XV20N型（2000年 - 2001年）
- 2000年3月 - 新発売。カムリに搭載されていた2500cc・V6エンジンは搭載されず2200ccの5S-FE型のみの設定である。ボディも、カムリに採用されていたワゴンはなく、4ドアセダンのみの設定である。初代は6代目カムリの後期モデル（1999年9月 - 2001年9月）がベースとなっている。グレードはアルティス独自に設定された「SLパッケージ」および「SXパッケージ」の2グレードで、事実上の先代モデルであるアプローズのグレードを引き継いでいる。
- 2001年8月[1] - 生産終了。在庫対応分のみの販売となる。
- 2001年9月 - 2代目と入れ替わる形で販売終了。

## 2代目 XV30N型（2001年 - 2006年）
- 2001年9月 - フルモデルチェンジ。カムリのフルモデルチェンジに合わせて一新された。エンジンは2400ccの2AZ-FE型に変更された。グレードはアルティス独自の「SL」および「SXパッケージ」の2グレード。
- 2004年7月 - マイナーチェンジ。内外装の変更が行われた。
- 2005年12月[2] - 生産終了。在庫対応分のみの販売となる。
- 2006年1月 - 3代目と入れ替わって販売終了。

## 3代目 XV40N型（2006年 - 2010年）
- 2006年1月 - フルモデルチェンジ。エンジンは引き続き2AZ-FE型が使用されるが、出力は前モデルより向上しており、カムリ同様に159→167馬力となっている。また、これもカムリ同様、横幅がセルシオ並に拡大された。グレードはカムリでは中間グレードにあたる「G リミテッドエディション」1種類のみ。
- 2007年7月2日 - マイナーチェンジ。カムリの一部改良に合わせて、ボディカラーにシルバー・グレー・ベージュが追加された。これに伴い、今まで設定されていたターコイズメタリックと、レッドが廃止されている。また、内装の木目調パネルの色がブラウンに変更された。
- 2009年1月13日 - マイナーチェンジ。カムリのマイナーチェンジにあわせ、ボディカラーにベージュメタリックとダークグリーンマイカを追加し、内外装を一新した。また、2WD車にはVSCとTRCを追加し、高い安全性を確保したほか、自動防眩ルームミラーとAUX端子も装備された。
- 2010年2月 - 同社のラインナップから消滅。それとともに同社におけるノッチバックセダンは一時消滅した。

## 4代目 XV50N型（2012年 - 2017年）
- 2012年
  - 5月10日 - 約2年のブランクを経て、3代目までと同様、カムリのOEM供給を受け販売開始。

本代からハイブリッド専用車となった。ハイブリッドシステムにカムリと同じリダクション機構付THS II（ハイブリッド車専用2.5Lエンジンと交流同期電動機の組み合わせ）が採用されており、JC08モードで23.4km/L（平成27年度燃費基準+20%達成）の優れた低燃費を実現している。
外内装はエンブレム類の変更以外はカムリとほぼ同じで、他のダイハツ車がリア右側に装着されている車名エンブレムはカムリと同じくリア左側に装着されており、トヨタのハイブリッド車に装着されている「HYBRID SYNERGY DRIVE」エンブレムもそのまま装着されている。
グレードは「HYBRID"G Package"」のみの展開で、メーカーオプションとしてステアリングスイッチ、HDDナビゲーションシステム&音声ガイダンス機能付カラーバックガイドモニター、USB/AUX端子を追加した「ナビパッケージ」が設定されている。
  - 9月4日 - 一部改良。クルーズコントロールとリアプライバシーガラス（スモーク）を標準装備するとともに、車両の左右後方からの車両接近を検知する「ブラインドスポットモニター」をメーカーオプションに追加。ボディカラーはレッドマイカメタリックを追加し全8色となった。
- 2013年9月2日 - 一部改良。ボディカラーはオリーブマイカメタリックと入れ替えでダークブルーマイカを追加。さらに、リア左右席ELR付3点式シートベルトにプリテンショナー&フォースリミッター機能を追加した。
- 2014年9月9日 - マイナーチェンジ[4]。フロント周り（グリル・モール・バンパー・ヘッドランプ）やリア（バンパー・コンビランプ）、メーターやセンタークラスターといった外観・内装のデザインを変更し、新デザインのメーターには4.2インチTFTカラーのマルチインフォメーションディスプレイも装備。リアコンビランプはデザイン変更に加えLED化もされた。
- 2015年
  - 夏 - メーカーオプションのナビを廃止（カムリでは設定継続）。
  - 10月6日 - 一部改良[5]。フロントグリルの色を濃緑から黒に変更するとともにリアバンパーメッキモールを追加、レジスター上部のメッキ加飾を廃止して左右下部からのL字型メッキ加飾に変更、シフトレバーのブーツ化、ウインドシールドガラスとフロントサイドガラスにIRカット機能を追加、運転席サンバイザーにカードホルダーを追加するなど、内外装の意匠変更や快適装備の充実を行った。
- 2017年7月 - 5代目にバトンタッチして生産・販売終了。

## 5代目 XV70N型（2017年 - 2023年）
- 2017年7月10日 - 再発売後初のフルモデルチェンジ[6]。

4代目同様、外内装はエンブレム類の変更のみで10代目カムリとほぼ共通で、ボディカラーも10代目カムリと共通である。
10代目カムリ同様、4代目ではリア左側に配置されていた車名ロゴがトランクガーニッシュ上に移動。同時に、登場から一貫して同一だった書体も初めて変更されている。
ハイブリッドシステム用バッテリーをリアシート下に移動したことでトランク容量を拡大し、2代目以来となる全面トランクスルーを復活。
エンジンをA25A-FXS型に置換したことで、JC08モード燃費を28.4km/Lに向上し、「平成32年度燃費基準+50%」を達成した。
ダイハツ車では初導入となる「Toyota Safety Sense P」を標準装備した。また、本車のフルモデルチェンジにより、ダイハツにおいてTNGAが初採用となった。
グレード体系はカムリと異なり「G」のみのモノグレード体系となる。なお、メーカーオプションナビは設定されておらず、それゆえに、フルモデルチェンジ当初はカラーヘッドアップディスプレイが装備されなかった。
- 2018年8月1日 - 一部改良。

インテリジェントクリアランスソナーが新たに標準装備されたほか、ドアミラーはLEDサイドターンランプ付オート電動格納式（メッキ加飾・運転席側ワイドビュー・ヒーター付）に変更。ボディカラーは赤系の「エモーショナルレッド」を「エモーショナルレッドII」に差し替えた。
なお、カムリで新たに追加された「WS」相当のスポーティグレードがアルティスでは設定されず、E-Four（電気式4WDシステム）搭載車も当初アルティスには未設定で、従来通り「G」のみのモノグレード体系となる。
カムリには2019年9月30日の一部改良で新たにディスプレイオーディオ及びDCM（車載通信機）が標準装備されたが、アルティスではオーディオレス（6スピーカー+ガラスアンテナ/カバーレス）仕様が継続された。
- 2020年8月5日 - 一部改良[7]。

隣接する車線の死角領域の車両を検知し、ドアミラーに搭載されたLEDインジケーターが点灯するブラインドスポットモニターが新たに標準装備された。
なお、カムリ同様に今回の一部改良によりWLTCモードによる燃料消費率並びに排出ガスに対応し、「平成30年排出ガス基準75%低減レベル（☆☆☆☆☆）」認定を取得したが、燃料消費率がWLTCモードに移行したことで、「2020年度燃費基準+40%」達成となった。
- 2021年2月1日 - 一部改良[8]。

フロントフェイスを刷新し、リヤもバンパーとコンビネーションレンズの意匠を変更。アルミホイールのデザインも変更された。ボディカラーはシルバーメタリックとダークブルーマイカメタリックの2色を廃止する替わりにプレシャスメタル（メーカーオプション）を追加し、4色に整理された。
安全機能では、夜間の歩行者検知や交差点の右左折時の対歩行者検知、レーザークルーズコントロールと車線維持支援を使用して走行している際、ドライバーの操作が一定時間ない場合に、車外にハザードランプやホーンを使って警告を行いながら徐々に減速し、自車線内で停止、およびドアロックの解除を行うドライバー異常時対応システムなどを追加。そのほか、カラーヘッドアップディスプレイ、ディスプレイオーディオ、また、カムリではメーカーオプション設定となっているアクセサリーコンセント（AC100V・1500W/コンセント2個/非常時給電システム付）も標準装備された。
併せて、従来アルティスには設定されていなかったE-Fourを新設定。四輪駆動車の設定そのものも3代目以来となった。
- 2022年8月1日 - 一部改良[9]。

ボディカラーのうち、赤系（メーカーオプション）のエモーショナルレッドIIをエモーショナルレッドIIIに差し替えた。
- 2023年
  - 3月22日 - OEM元のトヨタ・カムリの日本国内販売終了が販売店に告知される[10]。
  - 12月19日 - OEM元のトヨタ・カムリの（香港・マカオ向けの輸出用を含む）日本国内での生産終了に合わせる形で生産終了。
  - 12月25日 - OEM元のトヨタ・カムリが日本国内での販売を終了するのにあわせて販売終了。同時にダイハツの公式ホームページへの掲載も終了。日本市場において、トヨタ自動車からダイハツ工業にOEM供給される車両はラインナップから消滅することとなった。

## 車名の由来
- 英語の「Altitude（高い地位）」からの造語で、ダイハツでの最上級車に相応しい意味を表す。